# انقباض عضلي
انقباض العضلات هو تنشيط الشد العضلي داخل مواقع محددة في الخلايا العضلية  ليس بالضرورة أن تؤدي فيزيولوجيا انقباض العضلات إلى قصر العضلة، لأن الشد العضلي من الممكن أن ينتج من غير حدوث الانقباض؛ لأن بعض العضلات لها القدرة على الانقباض دون حدوث تغير في طول العضلة نهائيًا. يتبع الانقباض العضلي عملية ارتخاء العضلات يعني عودة الالياف عضلية إلى وضعها الطبيعي حيث تكون الألياف أقل شدة.
يوصف انقباض العضلات بالاعتماد على متغيرين: الإجهاد والطول.
انقباض العضلات الذي يحدث دون حدوث حركة بالمفصل، أي يحدث انقباض جزئي للعضلة لفترة معينة مع بقاء طول العضلة. يقصد بالـ (Isotonic) حالة انقباض جزئي للعضلة لفترة معينة ولكن يحدث تغير في طول العضلة خلال الانقباض وتكون على نوعين:
1. المرتكزة: التي تؤدي إلى قلة في طول العضلة.
2. غير المرتكزة: التي تؤدي إلى زيادة في طول العضلة.

في حالة الحركة الطبيعية التي تعد في الأساس حركة موضعية، لانقباض العضلات عدة أوجه إضافة إلى ذلك له القدرة على تغيير طول العضلة وشدها بطريقة متفاوتة الزمن؛ لذلك من غير المحتمل أن يبقى طول العضلة وشدها كما هو في العضلات التي تنقبض في أثناء الحركة.
ففي الفقريات، تنقبض العضلات الهيكلية نتيجة تحفيز عصبي، لأنها تتطلب إدخالًا عصبيًا من الخلايا العصبية الحركية. خلية عصبية واحد لها القدرة على تحفيز العديد من الألياف العضلية وانقباضها في الوقت نفسه. بمجرد إيصال الإيعاز العصبي، تنزلق الألياف البروتينية داخل كل العضلات الهيكلة واحدًا تلو الآخر لتحدث انكماشاً وهذا الذي تشرحه نظرية الخيط المنزلق. الانقباض الذي يحدث يوصف على أنه (twitch) ويعتمد على كمية جهد الفعل.
يكون الشد العضلي في العضلات الهيكلية في أعظم نشاط عندما تكون العضلة في حالة تمدد وسطي وتنتج علاقة بين الطول والشد.
على عكس العضلات الهيكلية، تعد العضلات الملساء والقلبية (myogenic) والتي تعني أن لها القدرة على تحفيز نفسها دون الحاجة إلى تحفيز خارجي مثل التحفيز العصبي، ومع أن لديها القدرة على استقبال المحفزات من الجهاز العصبي اللارادي. تشبه ميكانيكية الانقباض في هذا النسيج العضلي إلى حد كبير النسيج العضلي الهيكلي.
يمكن وصف انقباض العضلات اعتمادًا على متغيرين:
- الإجهاد (= تغير القوة)
- تغير الطول.

تعتمد القوة نفسها على عاملين الشد والضغط.
- الشد العضلي: هو تأثير قوة العضلة على جسم معين بينما
- الضغط: يوصف على أنه تأثير القوة التي يولدها الجسم المعين على العضلة

## الأنواع

### الانكماش متساوي القياس (isometric contraction)
توليد الشد للعضلة دون حدوث تغيير في طولها مثال على ذلك العضلات التي توجد في اليد وقبضة الساعد والتي تسلط ضغطًا على جسم معين، حيث أن مفاصل اليد لا تتحرك ولكن في الوقت نفسه تولد العضلة قوة كافية لمنع سقوط الجسم الذي تمسك به.

### الانكماش متساوي التوتر (isotonic contraction)
الشد العضلي يبقى ثابتًا ولكن التغيير يحدث في طول العضلة وهذا يحدث عندما تكون قوة الانقباض العضلي مقاربة لكمية الضغط المسلط.

### الانقباض المرتكز (concentric contraction)
يكون الشد العضلي كافيًا للتغلب على الضغط المسلط على العضلة، ما يؤدي إلى قصر العضلة  أثناء الانقباض. تحدث هذه الحالة عندما تكون القوة المتولدة تتجاوز كمية الضغط المسلط فيحدث انقباض للعضلة.
يكون تحفيز العضلة للانقباض في هذه الحالة تابعًا لنظرية انزلاق الفتيلات.
تحدث هذه العملية على طول العضلة وتعني توليد قوة على العضلة من منشئها حتى تنتهي إلى المفصل حيث تؤدي إلى قصر العضلة وحركة المفصل. كما هو الحال في مرفق اليد، الانقباض المتمركز الذي يحدث للعضلة الثنائية يسبب ثني الذراع عند المرفق حيث تتحرك اليد من الساعد باتجاه الكتف، يؤدي الانقباض المتمركز للعضلة الثلاثية إلى تغيير زاوية المفصل في الاتجاه المعاكس، وتقويم الذراع وتحريك اليد نحو الرجل.

### الانقباض غير المتمركز (eccentric contraction)
يكون الشد المتولد متساوي القياس غير كافٍ للتغلب على الضغط المسلط ع العضلة ما يؤدي إلى طول العضلة خلال الانقباض ودفع المفصل باتجاه انقباض العضلة، حيث تعمل العضلة على تأخير الحركة النهائية للمفصل لإعادة السيطرة على موضع الضغط المسلط. تحدث بصورة لا إرادية مثلًا عند محاولة تحريك وزن ثقيل لا تستطيع العضلة رفعه أو قد تكون إرادية مثلاً عند مقاومة الجاذبية في أثناء المشي على المنحدرات. 

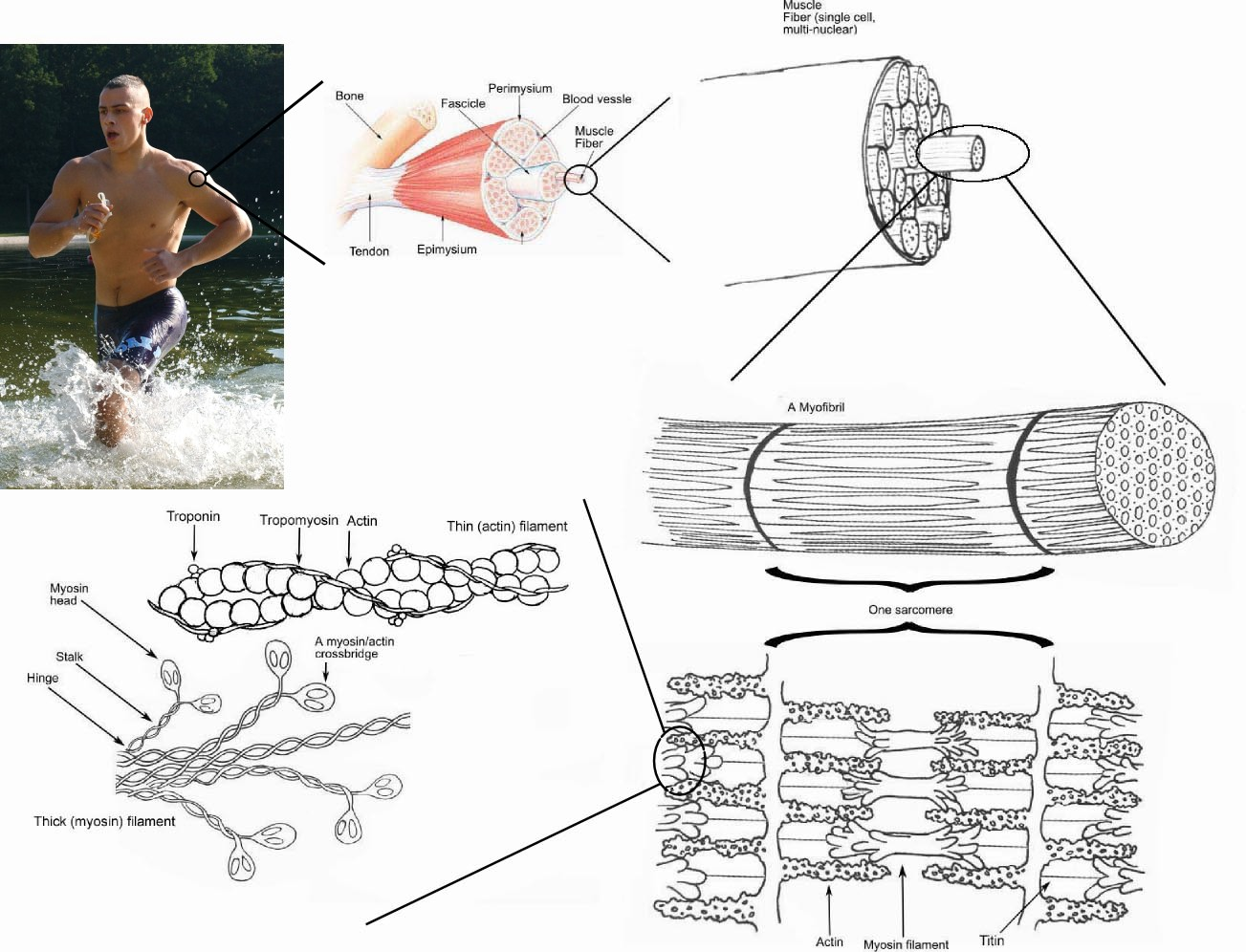
من أعلى إلى أسفل : توضيح تركيب عضلة وأجزائها الصغيرة المكونة من خلايا عضلية تعمل جماعة على إنتاج الحركة. تحتوي الخلايا العضلية على جزيئات ميوسين وأكتين متداخلة طوليا في بعضها البعض كأسنان المشط ، تقصر وتطول فتنشأ الحركة.

### نظرية الخيط المنزلق
طبقا لنظرية الخيط المنزلق  (أو  الانزلاق الفتيلي)  التي وضعها «أندرو هيكسلي» و «هيو هيكسلي»
 عند الانقباض تنزلق فتيلات بروتين من دون تغير في طولها على بعضها البعض كأسنان المشط وتقصر بذلك طول العضلة. فتيلات البروتين عبارة عن جزيئات أكتين الفتيل الخارجي الرقيق وتنزلق عليها فتيلات داخلية سميكة من جزيئات ميوسين (بروتين) وبهذا تعمل على تقصير المسافة بينها، ويحدث انقباض العضلة. تنشأ هذه الحركة من تغير في الشكلية الكيميائية للميوسين، وبالتالي تغير في شكل جزييء الميوسين. الميوسين يتكون من رؤوس صغيرة مرتبطة بجزعطويل ويمكنها تغيير زاويتها بالنسبة للجزع الطويل. ويمكن لتلك رؤوس الميوسين أن تتعلق بفتيلات الأكتين وتنزلق عليها بفعل حركة تشبه التجديف. وينشأ انقباض الميوسين من نبضة عصبية تأتيه في هيئة أيونات كالسيوم . كما ينفك الميوسين عن الأكتين بواسطة طاقة يقدمها جزيء اسمه أدينوسين ثلاثي الفوسفات ATP . فإذا لم تتوفر تلك الطاقة فإن الجزيئات لا تنفصل عن بعضها البعض ولا تحدث حركة.
بالتفصيل فإن انقباض عضلة يُفسر بحدوث ما يسمى «دورة قنطرة عرضية» (بمعني دورة شد واسترخاء) بين فتيلات الميوسين والأكتين. ويأتي هذا الاسم من وظيفة رؤوس الميوسين وحركتها بين فتيلات الميوسين والأكتين.
1. في حالة الهدوء (استرخاء العضلة) تكون فتيلة الأكتين في الخلية العضلية محزمة بفتيلات من التروبوميوسين وهي تغطي أماكن ارتباط رؤوس الميوسين على فتيل الأكتين.
2. أدينوسين ثلاثي الفوسفات ATP - وهو مصدر الطاقة - يكون موجودا في داخل الميوسين، وتكون أوضاع رؤوس  الميوسين بزاوية 90 درجة بالنسبة لجزع جزيء الميوسين.وتأتي نبضة عصبية تفرز أيونات الكالسيوم (Ca2+) في الميوسين. يتسبب هذا الإفراز للكاسيوم في فعلين: يُنشط الكالسيوم انزيمات رؤوس الميوسين التي تحوّل أدينوسين ثلاثي الفوسفات ATP إلى ادينوسين ثنائي الفوسفات ADP وتحرر ذرة فوسفات Pi . تلك العملية تحتاج إلى أيونات مغنسيوم Mg2+ التي تقوم كعامل مساعد (مرافق) بفك رابطة الفوسفات من ATP. ومن جهة أخرى يترابط الكالسيوم على التروبونين الموجود على فتيل التروبوميوسين ويغير شكل التروبوميوسين بحيث يتعرى مكان الارتباط فيحدث تشابك بين الميوسين على الأكتين.
3. بمجرد حدوث تشابك بين الميوسين والأكتين فإن جزيء الفوسفات الذي لا زال مرتبطا برأس الميوسين يعمل على الفور أيضا على تحرير أدينوسين ثنائي الفوسفات ADP . بذلك تتحول الطاقة على الميوسين إلى حركة ميكانيكية. وتغير رؤوس الميوسين وضعها من زاوية 90 درجة إلى زاوية 45 درجة بالنسبة إلى جزع الميوسين (هذه ضربات  تشبه ضربات التجديف) وتسمى تلك الحركة "قوة دافعة"، وتـُشد بذلك فتيلات الأكتين من اليمين واليسار إلى وسط حزمة الألياف العضلية Sarcomere.[7])
4. تنتهي الدورة بذلك بحيث أن يتجمع ATP جديد على الميوسين. فتحل رأس الميوسين نفسها من فتيل

الأكتين ويعود هذين البروتينين إلى اتخاذ وضعيهما الأوليين.

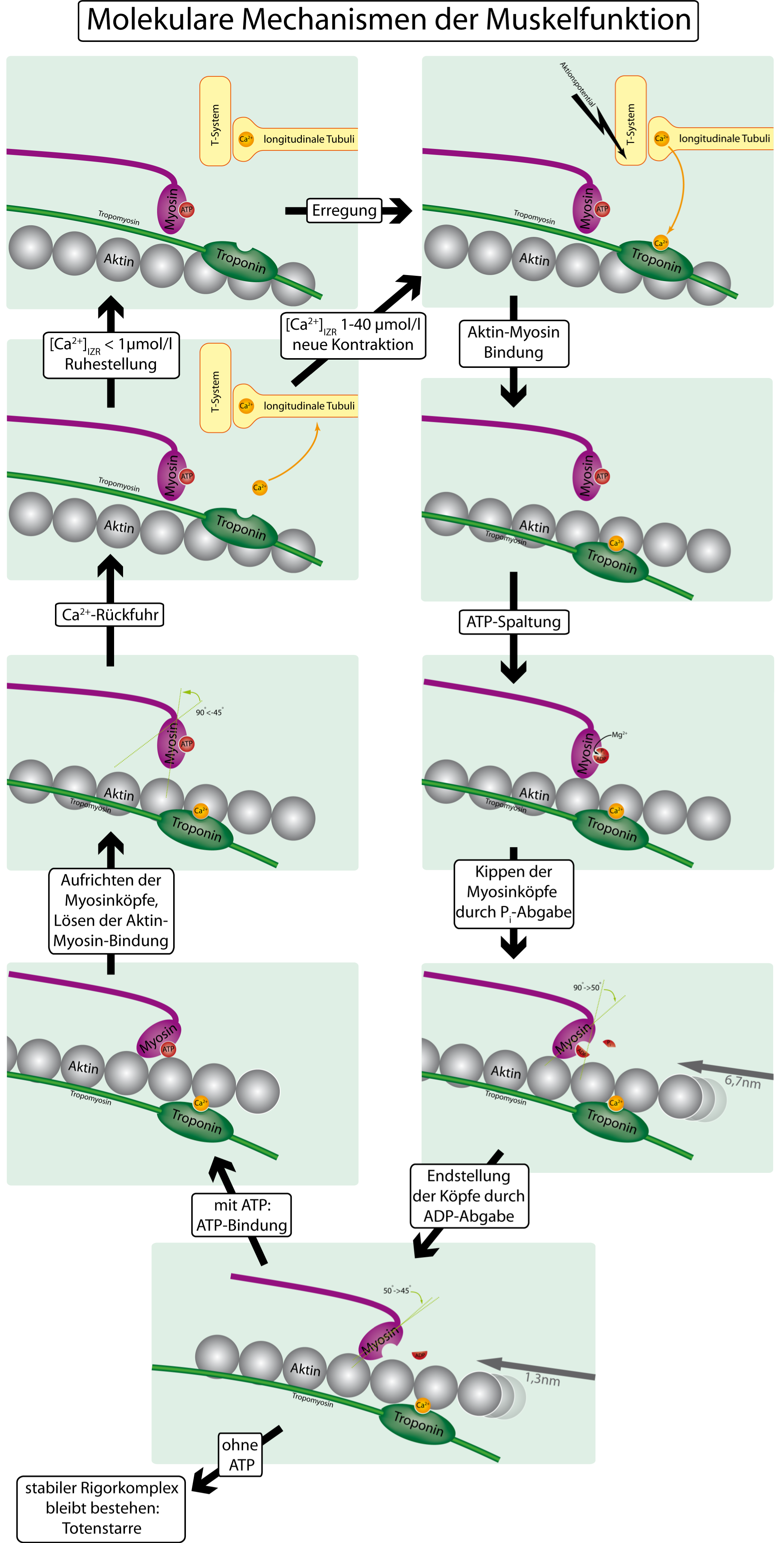
آليات الجزيئات في تحريك العضلات: عندما تأتي أشارة لإجراء حركة عن طريق أيونات كالسيوم (أصفر) إلى الميوسين (بنفسجي) تتحرك رأس الميوسين [مثل المجداف] وتتحرك على فتيلات الأكتين تحت فعل "ATP" (أحمر) ، وتمشي خطوة. وبتتابع الخطوات التي تحتاج إلى طاقات قادمة من تحلل جزيئات أدينوسين ثلاثي الفوسفات ATP إلى أدينوسين ثنائي الفوسفات ADP يتم انقباض العضلة وتتم الحركة.

تستغرق تلك دورة القنطرة العرضية بين 10 إلى 100 ميكروثانية وهي تسحب الفتيلة مقدار 10 إلى 20 نانومتر، وهذا يشكل تغيرا في طولها بمقدار 1%. ولكي يحدث تغير أكبر في الطول فإن الدورة تتكرر وتتبعها دورات عديدة. وبعد نحو 50 دورة شد واسترخاء (تجديف) ستنتج إزاحة كلية لحزمة الألياف العضلية بمقدر 50% من طولها أثناء الهدوء خلال جزء من الثانية.
هذا الوصف يخص ما يجري في خلية عضلية، والخلايا العضلية تكون متراصة طوليا متداخلة بين الميوسين والأكتين بحيث تعمل في نفس الاتجاه لتقوم سويا بالحركة. فعندما تأتي إشارة من الدماغ إلى العضلة فإن الإشارة تتفرع وتتوزع بالأعصاب على جميع الخلايا العضلية، وبذلك تعمل مجموعة الخلايا العضلية جماعيا وتحدث حركة العضو، سواء يد أو ساعد أو رجل.

## الفقاريات
في الحيوانات الفقارية، ثمّة ثلاثة أنواع من الأنسجة العضلية: الهيكلية والملساء والقلبية. تشكل الأنسجة العضلة الهيكلية غالبية كتلة العضلات في الجسم وهي مسؤولة عن النشاط الحركي. تشكل العضلات الملساء الأوعية الدموية والجهاز الهضمي وغيرها من المناطق في الجسم التي تقوم بانقباضات مستمرة. ألياف العضلة القلبية تشكل القلب الذي يضخ الدم. تسمى العضلات الهيكلية والعضلات القلبية عضلة مخططة بسبب مظهرها المخطط تحت المجهر، ويعود ذلك إلى النمط المتناوب المنتظم بشدة لحزم إيه وحزم آي.

### العضلة الهيكلية
باستثناء ردود الفعل الانعكاسية، تحدث جميع انقباضات العضلات الهيكلية نتيجة لجهود واعية ناشئة في الدماغ. حيث يرسل الدماغ إشارات كهروكيميائية عبر الجهاز العصبي إلى العصبون الحركي الذي يعصب عدة ألياف عضلية. وفي حالة بعض المنعكسات، يمكن أن تنشأ إشارة التقلص في النخاع الشوكي من خلال حلقة تلقيم راجع مع المادة الرمادية. أما النشاطات الأخرى مثل الحركة والتنفس والمضغ، فهي تنطوي على جانب انعكاسي: إذ يمكن أن يبدأ التقلص بوعي أو بدون وعي.

### الوصل العصبي العضلي
الوصل العصبي لعضلي هو مشبك كيميائي يتكون من اتصال بين نهايات العصبون المحرك وألياف العضلات. وهو الموقع الذي ينقل فيه العصبون المحرك الإشارة إلى الليف عضلي ليبدأ تقلصه العضلي. يبدأ تسلسل الأحداث التي تؤدي لإزالة استقطاب الألياف العضلية عند الوصل العصبي لعضلي بنشوء كمون العمل في جسم العصبون المحرك الذي ينتشر بعد ذلك بواسطة النقل القفزي على طول المحوار باتجاه الوصل العصبي العضلي. حالما يصل كمون العمل إلى الأزرار الانتهائية، يؤدي لتدفق شوارد الكالسيوم  Ca2+ من الفالق المشبكي عبر قنوات الكالسيوم الفولطية إلى داخل الأزرار. يؤدي تدفق شوارد الكالسيوم  Ca2+إلى اندماج الحويصلات المشبكية الحاوية على الناقل العصبي الكيميائي -الأستيل كولين- بجدار الأزرار الانتهائية محررة الأستيل كولين في الفالق المشبكي بين العصبون المحرك والوصل العصبي العضلي لألياف العضلة الهيكلية. ينتشر الأستيل كولين عبر المشبك العصبي ويرتبط بمستقبلات الأستيل الكولين النيكوتينية ويفعلها على الوصل العصبي العضلي. يؤدي تفعيل المستقبلات النيكوتينية لفتح قنوات الصوديوم/البوتاسيوم النوعية، ما يسبب تدفق الصوديوم إلى الداخل وتتدفق البوتاسيوم إلى الخارج. ونتيجة لذلك، ينعكس استقطاب الغشاء الخلوي، وسرعان ما تقفز الفولطية من كمون الراحة -90 مللي فولت إلى ما يساوي +75 مللي فولت عند دخول شوارد الصوديوم. ثم يدخل كمون الغشاء مرحلة فرط استقطاب عند خروج البوتاسيوم ثم يُعاد ضبطه مرة أخرى إلى كمون الراحة. هذا التقلب السريع يسمى كمون الصفيحة الانتهائية. تفتح القنوات الشاردية الفولطية للجدار الخلوي بجوار الصفيحة الانتهائية استجابة لكمون الصفيحة الانتهائية. هذه القنوات الفولطية هي قنوات نوعية للصوديوم والبوتاسيوم وتسمح فقط لعبور نوع واحد من الشوارد. هذه الموجة من حركة الشوارد تخلق كمون عمل ينتشر من الصفيحة الانتهائية المحركة في جميع الاتجاهات. إذا توقفت كمونات العمل عن الوصول، فإن الأستيل كولين يتوقف عن الخروج من الأزرار الانتهائية. أما الأستيل كولين المتبقي في الفالق المشبكي فيتفكك إما من خلال أنزيم أستيل كولين إستيراز فعال أو يُعاد امتصاصه بواسطة الزر المشبكي ولا يتبقى شيء منه وذلك ليحل محل الأستيل كولين المفكك.

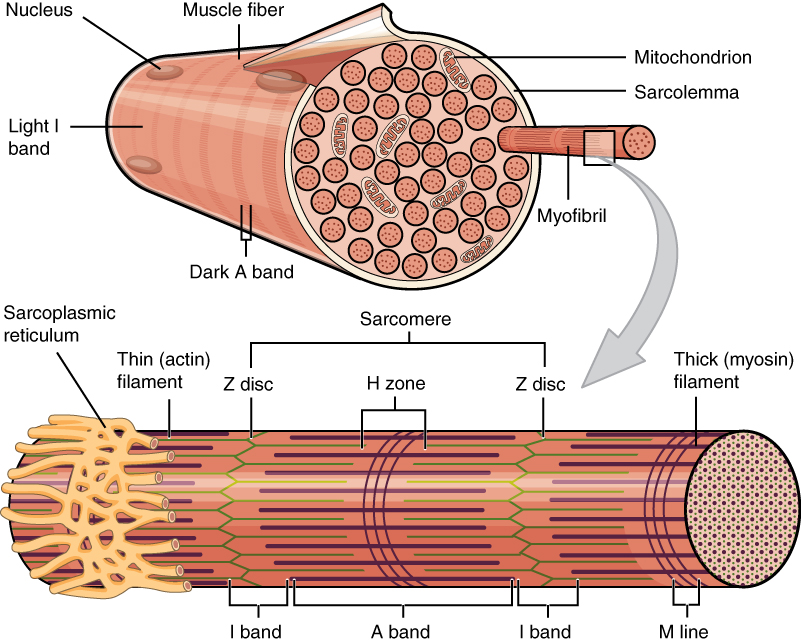
تركيبة عضلة هيكلية